# Santa Maria de Baixàs
Santa Maria de Baixàs, o església de la Nativitat de la Mare de Déu (Église de la Nativité-de-Notre-Dame de Baixas en francès), és el nom de l'església, i de la parròquia que aquesta encapçala, de la comuna rossellonesa de Baixàs, a la Catalunya del Nord.
Està situada al centre de la població, al bell mig de la cellera originària del poble, i just al costat de la Casa del Comú. A l'interior del temple es mostra el retaule més gran de la Catalunya del Nord.

## Història

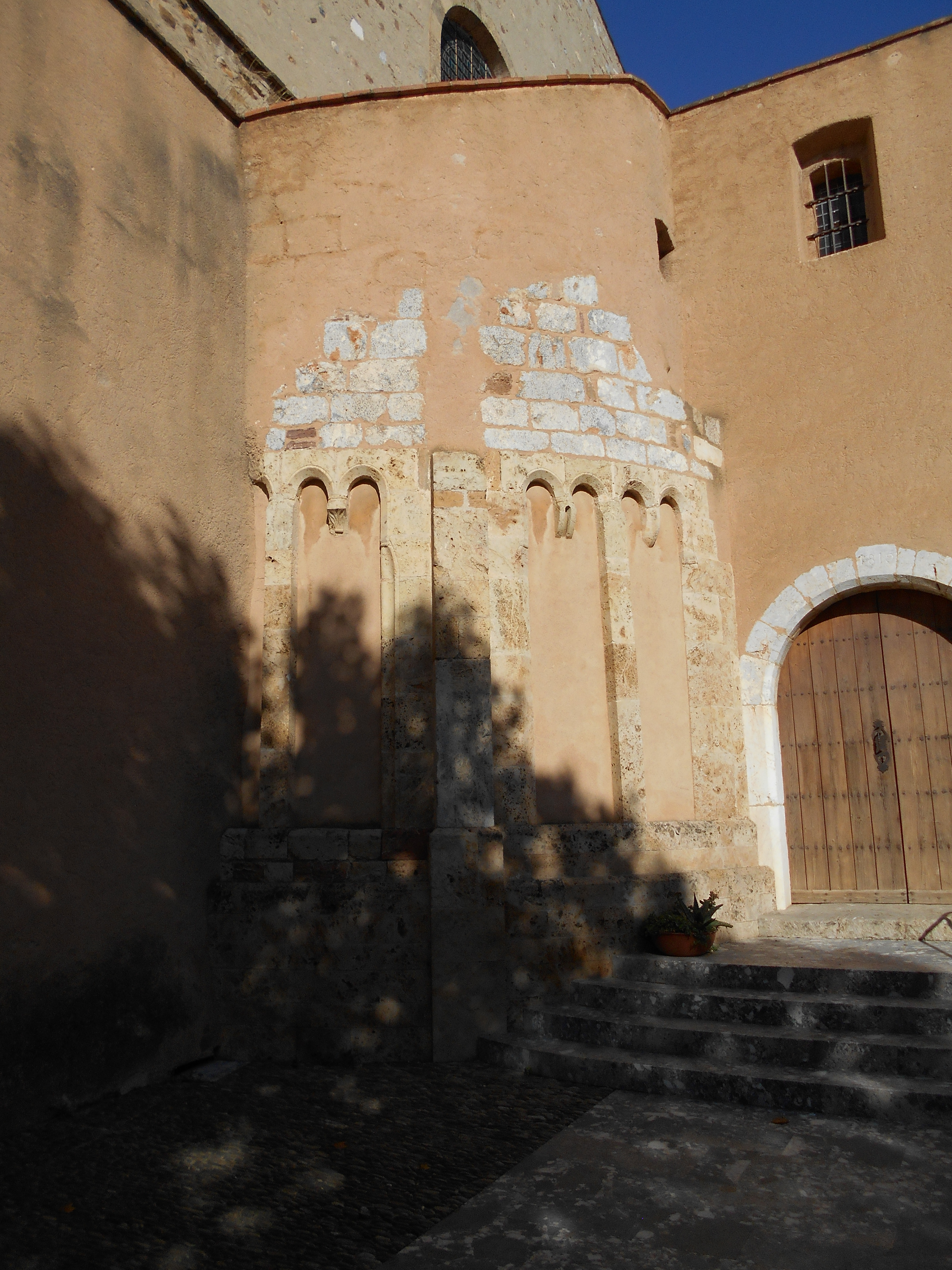
Absis romànic de Santa Maria de Baixàs

Tot i que el lloc de Baixàs és documentat des del segle ix, l'església apareix esmentada el 925, a ran de la venda del lloc i església a Guadall, bisbe d'Elna.
L'església preromànica original, dedicada a sant Esteve, va ser reconstruïda a la segona meitat del segle xii, moment en què es posà sota l'advocació de la Mare de Déu. Al segle xiv va ser considerablement engrandida, i hom dotà el temple d'un gran campanar. Al segle dissetè es refeu l'església reorientant-ne la nau i afegint-hi capelles laterals, i per a l'ocasió se la dotà amb diversos retaules, el de l'altar major i altres. Santa Maria va ser declarada monument històric de França el 1982.

## Arquitectura
El temple és de nau única, ampla i força alta, amb diverses capelles laterals que es corresponen amb els contraforts exteriors. El campanar, del segle xiii i fet de marbre de Baixàs, és de planta quadrada i aparença massissa. L'aparell dels murs és força precís. L'absis, una de les parts més antigues de l'església, està exteriorment decorat amb arcs cecs i faixes llombardes. Al costat de la porta de l'església, per la banda de fora, encara es poden distingir vestigis de l'àbsida romànica desmuntada en la reorientació de la nau del segle xvii. Per damunt del fris d'arcs cecs es pot apreciar l'aparell de marbre local que sobrealçà l'absis per tal d'incorporar-lo a la muralla del poble.

## El retaule de l'altar major

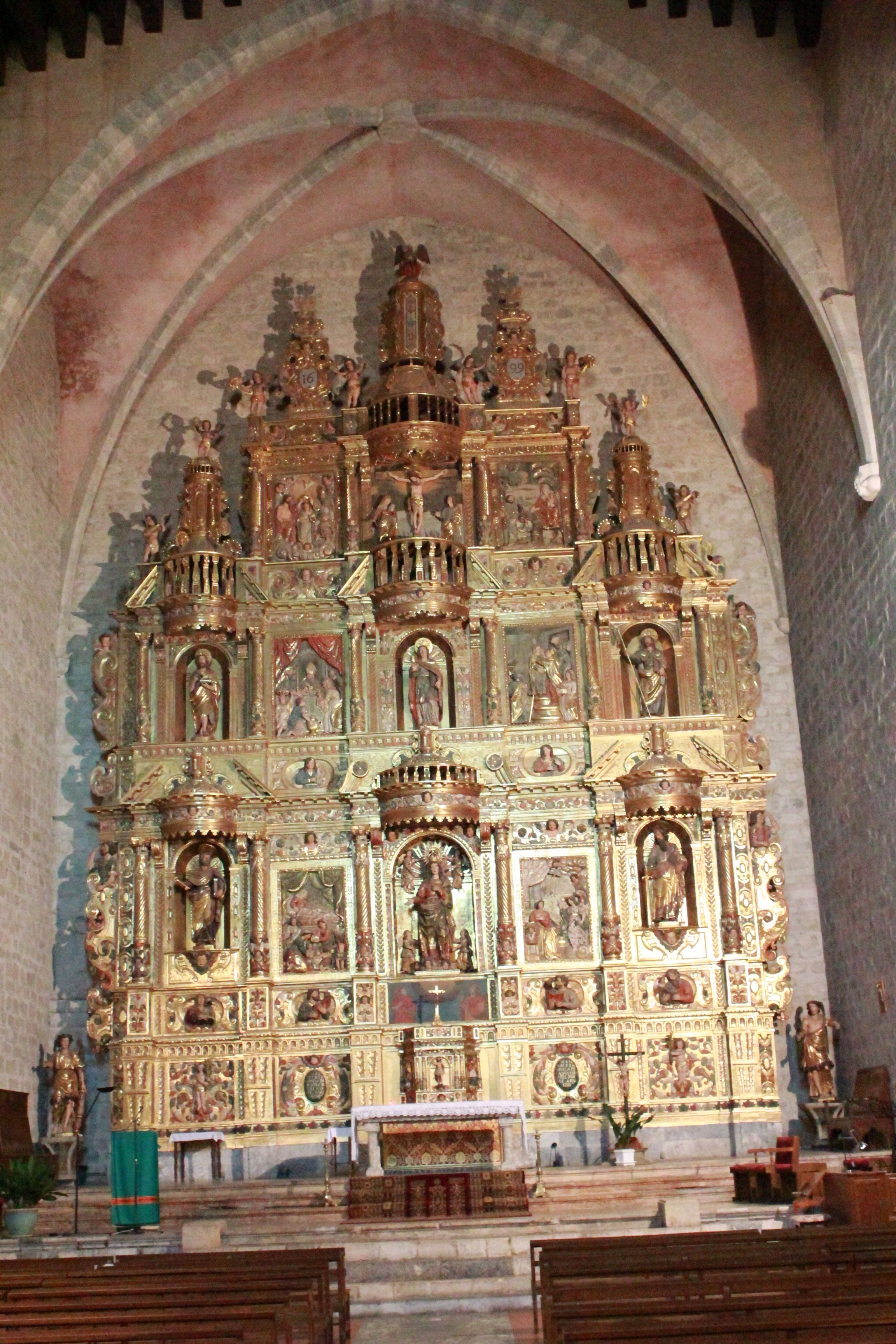
Santa Maria de Baixàs i el seu gran retaule barroc, obra de Lluís Generes

De l'església en destaca especialment el grandiós (17 metres d'alçada per 12 d'amplada) retaule barroc, el més gran del Rosselló. Fou obra de l'escultor Lluís Generes, basant-se en un minuciós contracte del 12 de desembre del 1671 entre l'escultor i Pere Tomas i Honorat Comas, síndics del poble, i la seva realització fou tan laboriosa que es perllongà fins al 1674. Segons Joan Capeille la magnificència del retaule feu encunyar la frase admirativa «[això] ha costat tant com el retaule de Baixàs».
El retaule està format per una gran quantitat d'imatges, i està enterament cobert per pintura daurada. L'interior del tabernacle mostra pintures del Sant Sopar, la Flagel·lació i Jesús encadenat. Hom l'ha restaurat modernament.

### Altre mobiliari

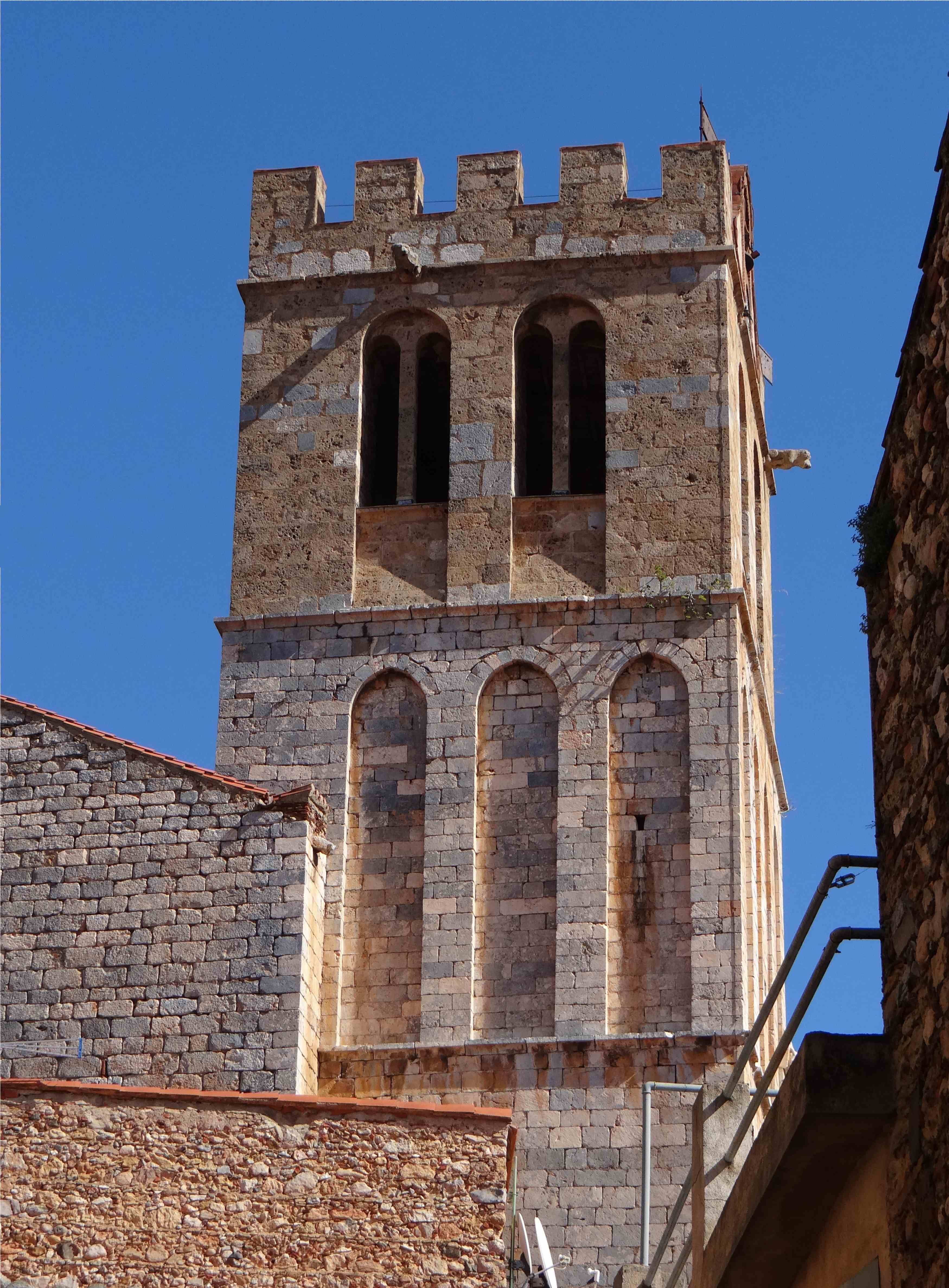
L'imponent campanar de Baixàs

A banda del majestuós retaule de l'altar major, les capelles laterals tenen retaules dedicats a sant Galderic (del 1670), a la Mare de Déu (del 1660), a sant Esteve (segle xvii) i a la Immaculada Concepció (segle xviii). Altres peces són una marededeu (la «Marededeu de Pena») i una pila baptismal, les dues del segle quinzè, estàtues dels segles dissetè i divuitè, i mobles diversos.